# Trachiá (Corfou)
Trachiá, en grec moderne : Τραχειά, est une île inhabitée du dème de Corfou-Centre et des îles Diapontiques,  district régional de Corfou, en Grèce.